# NGC 5771
NGC 5771 (również PGC 53088) – galaktyka eliptyczna (E), znajdująca się w gwiazdozbiorze Wolarza. Odkrył ją William Herschel 16 maja 1784 roku. Jest to galaktyka z aktywnym jądrem typu LINER.